# سلنید قلع

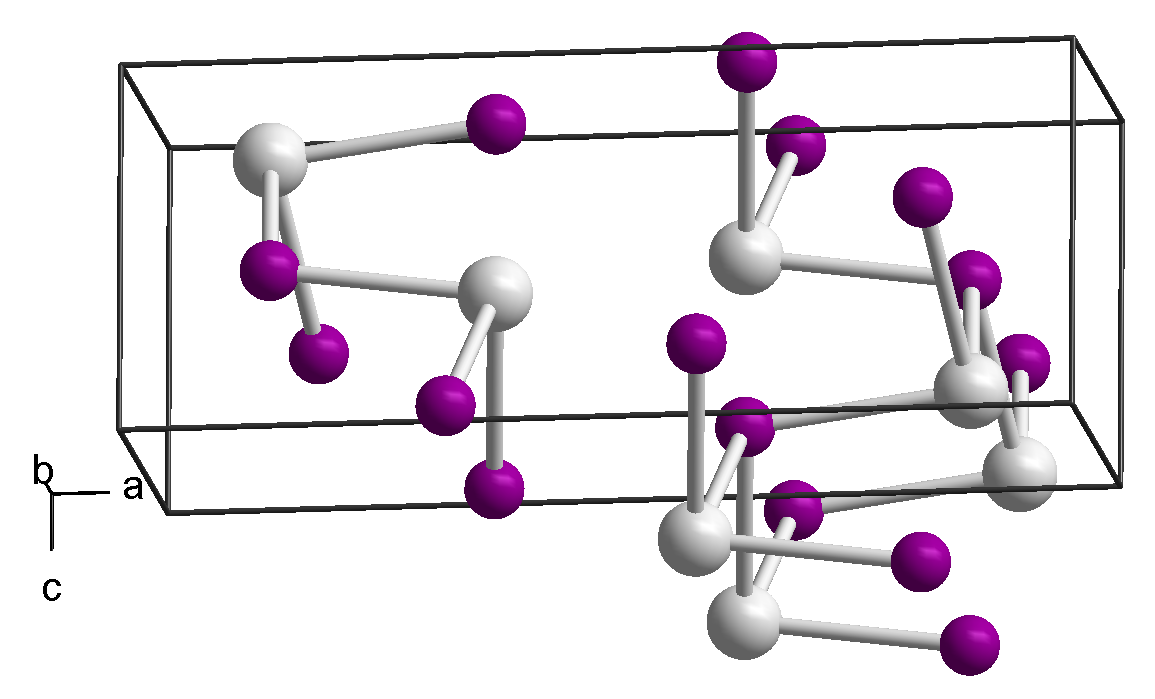
قلع (II) سلنید

سلنید قلع (به انگلیسی: Tin selenide) با فرمول شیمیایی SnSe یک ترکیب شیمیایی است. که جرم مولی آن 197.67 g/mol می‌باشد. شکل ظاهری این ترکیب، پودر خاکستری بی‌بو است.